# Junkers G 38
Lo Junkers G 38, in seguito indicato come Junkers Ju 38, era un aereo di linea quadrimotore ad ala alta sviluppato dall'azienda aeronautica tedesca Junkers Flugzeug- und Motorenwerke AG nei tardi anni venti.
Realizzato in soli due esemplari venne utilizzato dalla compagnia aerea di bandiera tedesca Deutsche Luft Hansa (DLH) per tutti gli anni trenta e, successivamente, venne adottato dalla Luftwaffe come aereo da trasporto militare.
Per le sue dimensioni venne considerato il più grande velivolo da trasporto passeggeri terrestre negli anni venti e trenta.
Pur essendo un progetto destinato all'uso civile ne venne progettata una variante specificatamente militare, lo Junkers K 51, che non ebbe mai seguito produttivo ma che venne venduto al Giappone il quale ne realizzò una versione ulteriormente modificata costruita su licenza, il bombardiere Mitsubishi Ki-20.

## Storia del progetto

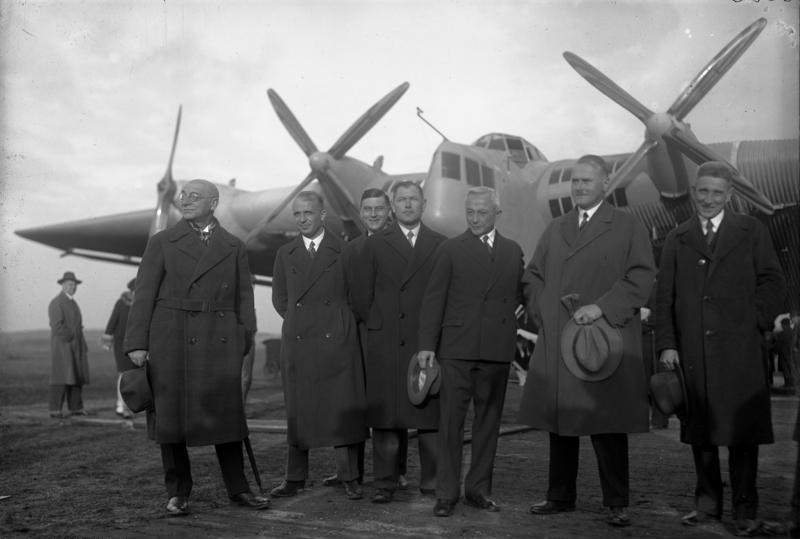
Hugo Junkers, il terzo da destra, assieme ad alcuni suoi collaboratori di fronte al G 38.

Con le innovazioni tecnologiche che caratterizzarono negli anni venti le prime imprese di successo di trasvolate oceaniche, molti furono in Europa, tra i quali Hugo Junkers, che ipotizzarono un servizio regolare di trasporto transoceanico da sostituire ai lenti dirigibili che, dato i grandi incidenti, erano stati accantonati. La soluzione più semplice era quella di sviluppare un idrovolante di grandi dimensioni.
L'interesse per un simile velivolo era stato espresso anche dal Reichsverkehrsministerium (RVM), il Ministero dei trasporti del Reich della Repubblica di Weimar, che decise di finanziare il progetto. A questo scopo, nel 1927, Junkers e Ernst Zindel cominciarono a lavorare ai disegni del J 40 il quale riscosse l'interesse anche della Kriegsmarine per un possibile impiego militare. Nonostante ciò, Junkers decise in seguito di concentrarsi sullo sviluppo di una variante terrestre, la J 38, abbandonando la versione idro e che diventerà l'unica delle due a concretizzarsi.
Inizialmente il J 38 era stato concepito come aereo postale a lungo raggio di grande capienza ma la possibilità di un utilizzo di linea da trasporto passeggeri sembrava essere una sfida tecnologicamente più audace, la quale avrebbe significato un'ulteriore attenzione a livello internazionale, ed una possibilità economicamente più remunerativa.
I lavori di costruzione del nuovo velivolo, al quale venne definitivamente assegnata la designazione G 38, vennero iniziati nel 1927. La tecnica di costruzione era quella già caratteristica dei precedenti progetti Junkers e ricorrevano ad un ampio uso di lamiera opportunamente corrugata che aumentava considerevolmente la robustezza strutturale anche se a scapito di una minore efficienza aerodinamica. Le dimensioni del velivolo risultavano per l'epoca notevoli anche per l'esigenza di aumentare lo spazio destinato al carico. Per ottimizzare lo sfruttamento degli spazi interni venne impiegato anche l'interno delle strutture alari in grado di sopportare anche carichi pesanti.

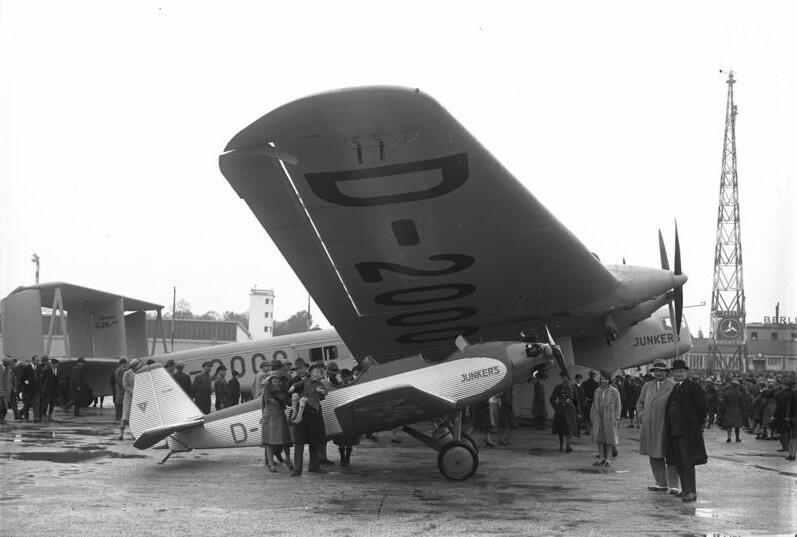
Il G 38 e, parcheggiato sotto l'ala destra, il piccolo Junkers A 50 esposti all'Aeroporto di Berlino-Tempelhof nel maggio 1930.

Il primo esemplare, (c/n 3301) venne terminato nel 1929 e portato in volo per la prima volta il 6 novembre dello stesso anno dal pilota collaudatore dell'azienda Wilhelm Zimmermann, in quella prima occasione equipaggiato con una propulsione in configurazione mista, due motori Junkers L 55 12 cilindri a V da 441 kW e due Junkers L 8 6 cilindri in linea da 294 kW. Durante i 25 min di durata del volo Zimmermann espresse la sua soddisfazione nel raggiungimento delle specifiche del progetto. Durante l'anno successivo, il 27 marzo 1930 ricevette l'immatricolazione civile D-2000 e di seguito venne pianificato un intenso programma di prove e di esibizioni tra le quali sono rappresentate in un curioso accostamento quella all'Aeroporto di Berlino-Tempelhof, il maggio successivo, dove vennero esposti il G 38 accanto al più piccolo velivolo in produzione alla Junkers, il monomotore biposto A 50. Durante le prove. nel tentativo di migliorarne le prestazioni, il velivolo venne privato della grande carenatura che ricopriva le gambe del carrello principale.
Il secondo esemplare venne realizzato già in configurazione da 34 passeggeri e completato il 1º luglio 1932, quindi immatricolato D-2500 e fornito alla DLH per un prezzo di acquisto di oltre 1 500 milioni di Reichsmark. Equipaggiato inizialmente con quattro motori L 88a venne aggiornato, anch'esso come il primo esemplare, dotandolo di quattro Junkers Jumo 204 a ciclo Diesel e ricevendo la nuova immatricolazione D-APIS. Quest'ultimo venne in seguito preso in carico dalla Luftwaffe dove ricevette marche militari GE+GG.

## Tecnica
Il G 38 era un velivolo dall'aspetto imponente caratterizzato principalmente dalla struttura metallica ricoperta da pannelli in metallo ondulato, tipico della prima produzione Junkers, dalla grande ala di grande spessore e dall'impennaggio trideriva.
La fusoliera, a sezione rettangolare, era sviluppata in altezza, realizzata con struttura metallica su cui erano applicati pannelli di metallo ondulato. La cabina di pilotaggio, a due posti affiancati, era posizionata sulla parte superiore, caratterizzata da un'ampia finestratura ed occupata dal comandante, seduto sulla destra e dal secondo pilota, sulla sinistra. Nella parte posteriore era posizionato lo scompartimento passeggeri, nelle ultime versioni capace di 34 posti a sedere su due ponti, e che era collegato anteriormente ad una cabina panoramica finestrata sul muso ed altre due poste nelle grandi radici alari alte 2 metri, capaci complessivamente di 6 posti a sedere. Posteriormente terminava in un grande impennaggio biplano e dotato di tre elementi verticali.
L'ala, realizzata anch'essa con struttura metallica e pannelli ondulati, era montata medio-alta, caratterizzata dal grande spessore e dall'elevata apertura. Essa integrava sia i salottini panoramici che parte della stiva di carico, i motori, ai quali era possibile accedere anche durante il volo, ed i serbatoi di combustibile.
Il carrello d'atterraggio era fisso, un robustissimo quadriciclo anteriore con ogni gamba di forza dotata di due ruote in tandem integrato posteriormente da un singolo carrellino ruotato posto sotto la coda.
La propulsione era affidata a 4 motori posizionati sul bordo d'attacco alare e completamente integrati nella struttura dell'ala. Diverse le configurazioni che si sono succedute nelle varie sottoversioni, anche con l'abbinamento di diversi modelli tra quelli interni e quelli esterni. Le prime versioni erano riconoscibili anche per l'adozione di diverse eliche, quadripala per i motori interni e bipala per quelli esterni, mentre nelle ultime versioni equipaggiate con gli Junkers Jumo 204 a ciclo Diesel ed alimentati a gasolio erano tutte quadripala.

## Impiego operativo

### Civile

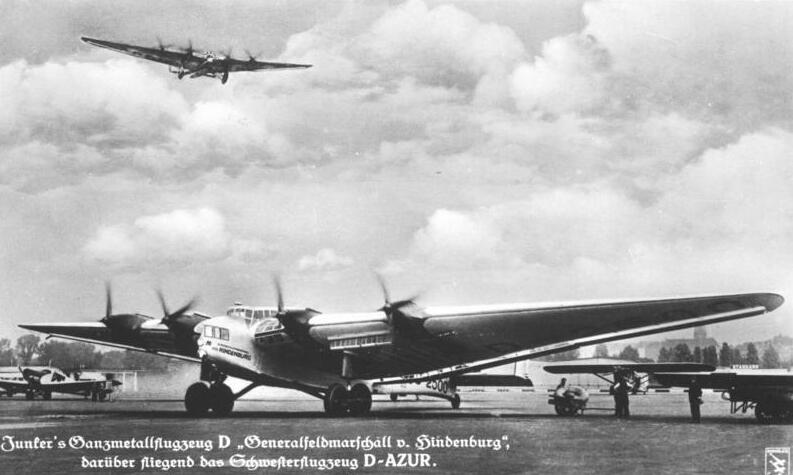
Il secondo G 38 realizzato, il D-2500, a terra ed il D-AZUR (ex D-200) in volo sopra di esso.

Nel febbraio 1931, il D-2000 venne destinato alla compagnia di bandiera tedesca Deutsche Luft Hansa (DLH) per essere utilizzato su rotte internazionali e voli speciali. Prima della consegna venne modificato equipaggiandolo con un nuovo allestimento interno con 19 posti a sedere per i passeggeri e con una nuova motorizzazione più potente, gli Junkers L 88a 12 cilindri a V da 800 PS (588 kW) in luogo dei precedenti L 55. In questa configurazione venne designato G 38ce e consegnato alla compagnia il successivo 1º luglio ed utilizzato per collegare la Germania al Regno Unito, via Paesi Bassi, sulla rotta Berlino - Hannover - Amsterdam - Londra.
Già il 3 ottobre venne riconsegnato agli stabilimenti Junkers per un'ulteriore modifica. L'esigenza del maggior traffico internazionale richiese una trasformazione della capacità del velivolo passando dagli originali 19 ad una cabina capace di 30 posti a sedere per i passeggeri. Con l'occasione venne anche aggiornato l'impianto propulsivo, sostituendo i due L 8 rimasti con gli L 88a già montati precedentemente. In questa nuova configurazione venne restituita alla DLH e ritornando operativo sulla rotta tra Berlino e Londra. Il comfort caratteristico dei viaggi aerei diede origine da parte dei passeggeri ad un soprannome, Fliegendes Junkers-Hotel, tradotto dal tedesco come Hotel volante Junkers.
Nel 1934 i motori vennero nuovamente sostituiti con quattro Junkers Junkers Jumo 204, un motore a cilindri contrapposti a ciclo Diesel da 551 kW, quindi adottò l'immatricolazione D-AZUR imposta da una nuova normativa. L'esemplare rimase in servizio fino al 1936 quando, secondo alcune fonti anche a causa di un errore di montaggio in fase di revisione agli stabilimenti di Dessau, rimase gravemente danneggiato quando precipitò nei dintorni di Dessau durante un volo a bassa quota a causa delle forti raffiche di vento durante una tempesta.

#### I primati
Il prototipo G 38 D-2000 fu protagonista del conseguimento di quattro primati mondiali successivi. Ai comandi di Zimmerman e Reginald Schinzinger, già durante i test di immatricolazione vennero stabiliti due primati mondiali per la categoria in circuito chiuso di 100 km con 5 000 kg di carico utile percorso alla velocità media di 200,636 km/h.
In un successivo test a Dessau vennero stabiliti altri due primati mondiali, sempre con 5 000 kg di carico utile, di velocità sulla distanza e sulla durata, percorrendo 501,590 km in 3 h e 2 min alla velocità media di 184,464 km/h.
Nel novembre 1930 il G38 effettuò un raid attraverso l'Europa che confermò definitivamente le caratteristiche di volo a lungo raggio e che determinò la fine dei test di valutazione e la consegna, l'anno successivo, alla Deutsche Luft Hansa (DLH).

### Militare
Allo scoppio della seconda guerra mondiale, la Luftwaffe prese in carico nel 1939 il G 38fi inquadrandolo in un'unità di trasporto speciale e tenendolo a disposizione come aereo da trasporto di seconda linea. La sua capacità di carico venne utile nell'aprile 1941, durante le fasi dell'Operazione 25, nome in codice del piano di invasione tedesco del Regno di Jugoslavia elaborato dall'Oberkommando der Wehrmacht (OKW), dove la capacità offensiva della Jugoslovensko kraljevsko ratno vazduhoplovstvo i pomorska avijacija (JKRV), la forza aerea reale jugoslava, era meno pericolosa per un velivolo dalle prestazioni limitate. Dopo la conquista della Grecia il velivolo rimase distrutto il 17 maggio 1941 da un'incursione della Royal Air Force su Atene.

## Versioni
G 38
prototipo da 5 membri di equipaggio, 13 posti per i passeggeri ed equipaggiato da due motori L 8 da 294 kW fuoribordo e da due L 88 o L 55 da 478 kW.
G 38a
conversione del G 38, equipaggiato con 2 motori L 8 fuoribordo e 2 L88a entrobordo, e caratterizzato dalla modifica alla fusoliera con scompartimento passeggeri allargato; conversione eseguita nel maggio 1931.
G 38b
secondo prototipo, equipaggiato con 2 motori L 8 fuoribordo e 2 L88a entrobordo, caratterizzato da un compartimento passeggeri a doppio ponte; non costruito venne completato come G 38ce.
G 38ce
secondo prototipo prodotto, equipaggiato con 4 motori L 88a, completato nel maggio 1932.
G 38ci
conversione del G 38ce equipaggiato con 4 motori Jumo 204 a ciclo Diesel da 550 kW ciascuno.
G 38di
nuova designazione del G 38a equipaggiato con motori Jumo 204A.
G 38fi
nuova designazione del G 38ce equipaggiato con motori Jumo 204A.

## Utilizzatori

### Civili
Germania
- Deutsche Luft Hansa (DLH)

### Militari
Germania
- Luftwaffe

## Esemplari attualmente esistenti
Benché gli unici due esemplari costruiti siano rimasti distrutti, sono conservate due eliche bipala, originariamente abbinate ai motori esterni: una presso il Dessauer Technikmuseum Hugo Junkers a Dessau, in Germania, e la seconda presso un Hotel di Billund, in Danimarca.

### Periodici
- (EN) The Junkers G.38, in Flight, Sutton, Surrey (UK), Reed Business Information Ltd, 29 novembre 1929,  p. 1264. URL consultato il 2 novembre 2012.
- (EN) Junkers G.38 visits Croydon, in Flight, Sutton, Surrey (UK), Reed Business Information Ltd, 19 giugno 1931,  pp. 561-2. URL consultato il 29 gennaio 2012.